# Peter Lorimer
Peter Patrick Lorimer (ur. 14 grudnia 1946 w Dundee, zm. 20 marca 2021) – szkocki piłkarz występujący na pozycji napastnika. Najlepszy strzelec w historii Leeds United i jedna z największych legend tego klubu.

## Kariera klubowa
Peter Lorimer to wychowanek Leeds United. Dla tej drużyny grał w latach 1963–1979 oraz 1983–1986. Podczas pierwszego pobytu na Elland Road zaliczył 151 bramek w 449 meczach, a podczas drugiego 17 goli w 76 spotkaniach. W oficjalnych pojedynkach jego dorobek wynosi zatem 525 spotkań i 168 trafień. Do tego doliczyć trzeba jeszcze 178 meczów i 70 goli, jakie zdobył w spotkaniach nieoficjalnych. Podczas swojej kariery występował także dla północnoamerykańskich klubów Toronto Blizzard i Vancouver Whitecas, dla irlandzkiego University College Dublin oraz dla angielskiego York City.

## Kariera reprezentaycjna
Wystąpił także w 21 meczach reprezentacji Szkocji, z którą zagrał między innymi na nieudanych dla „The Tartan Army” mistrzostwach świata 1974. Na imprezie tej zdobył jedną bramkę w spotkaniu przeciwko Zairowi.